# Herb Wojkowic
Herb Wojkowic – jeden z symboli miasta Wojkowice w postaci herbu.

## Wygląd i symbolika
Herb przedstawia w polu czerwonym nad wodą błękitną koło młyńskie złote, nad którym skrzyżowane w skos takiż pastorał i miecz z takąż rękojeścią.
Czerwone pole nawiązuje do heraldycznej barwy Małopolski, zaś błękit - Śląska. Dodatkowo, rzeka symbolizuje Brynicę, która stanowiła tradycyjną granicę Śląska i Małopolski oraz wpływała na osadnictwo w okolicy dzisiejszych Wojkowic. Poszczególne godła symbolizują osady, które składają się na współczesne miasto. Pastorał, atrybut biskupa, oznacza Wojkowice Komorne, które były własnością książąt siewierskich. Od XV w. tytuł ten nosili biskupi krakowscy. Miecz, atrybut rycerza, symbolizuje Żychcice będące na przestrzeni dziejów własnością różnych rodów rycerskich i szlacheckich. Koło młyńskie symbolizuje młyny nad Brynicą, które dały początek współczesnym Kamycom.

## Historia
Wcześniejszy herb miał tarczę dwudzielną w słup. W polu prawym, czerwonym przedstawiał połowę białego orła piastowskiego, w lewym o barwie zielonej biało-czerwony miecz. W podstawie tarczy fragment koła zębatego, zielona belka i złote półokręgi. U szczytu tarczy na białej belce czarny napis „WOJKOWICE”. Herb ten nie spełniał norm współczesnej sztuki heraldycznej.

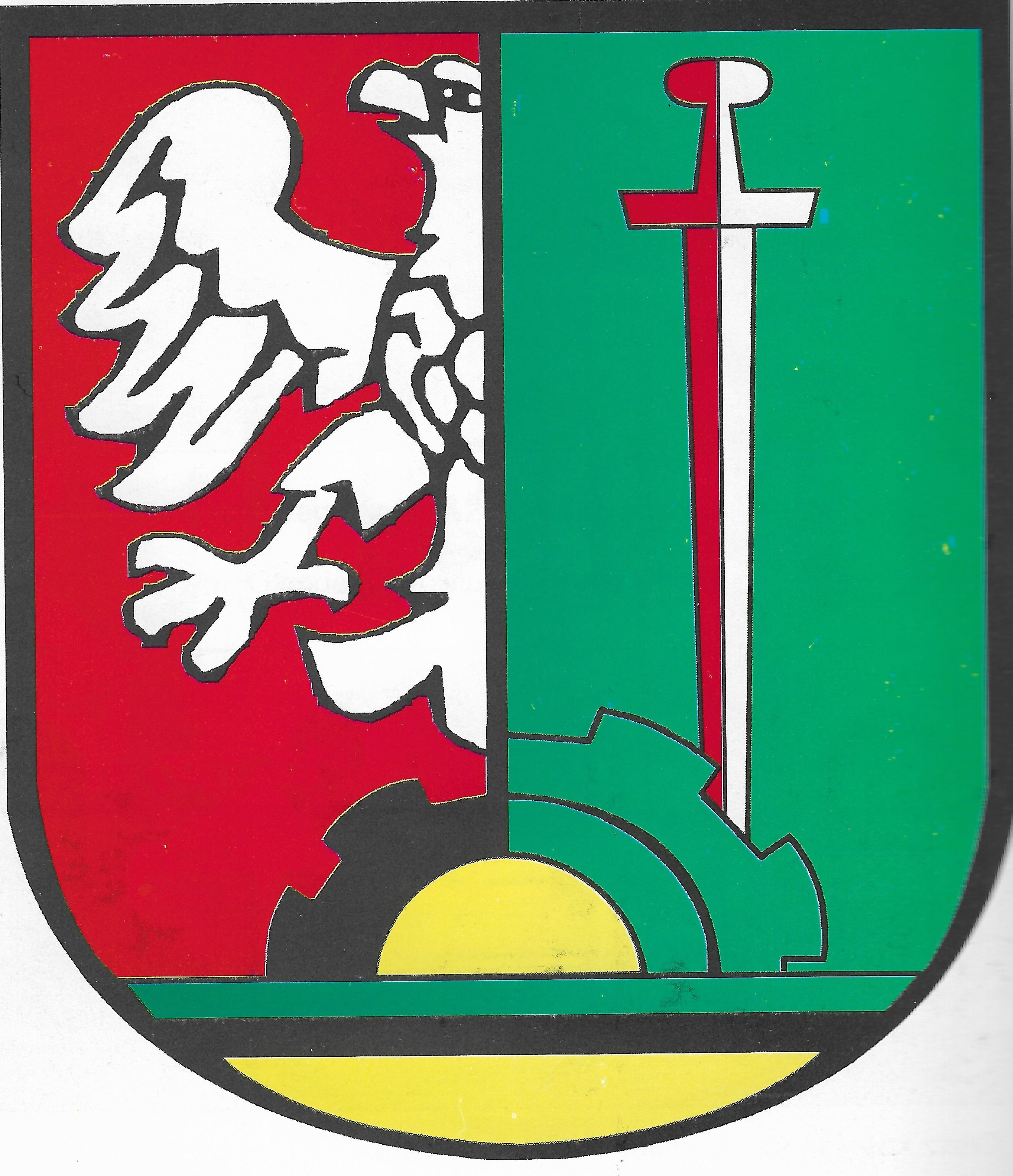
Herb miejski Wojkowic do 2013 r.

W 1970 r. został przyjęty przez Miejską Radę Narodową nowy herb projektu Antoniego Kluba, wówczas ucznia zasadniczej szkoły zawodowej, jako wiążący przeszłość miasta z jego obecnym przemysłowym charakterem.  W okresie gdy Wojkowice były dzielnicą Będzina herbu nie używano, po odzyskaniu samodzielnej miejskości powrócono do wzoru z 1970 roku.